# Just a Notion
Just a Notion (с англ. «Просто предчувствие») — песня шведской поп-группы ABBA, выпущенная 22 октября 2021 года. Первоначально написана для альбома Voulez-Vous в 1979 году. Вышла в качестве второго сингла с альбома Voyage, вслед за I Still Have Faith In You и Don’t Shut Me Down. 

## О песне
«Just a Notion» — весёлая и легкомысленная танцевальная композиция, написанная в стиле песен «Waterloo», «So Long»,«Why Did It Have To Be Me?». Несмотря на бодрящую и оптимистичную мелодию, песня не лишена меланхолии и печали. Во вроде бы позитивных строчках сквозит тоска и беззащитность.

## История
«Just a Notion» изначально был записан в сентябре 1978 года во время записи альбома Voulez-Vous. Хотя Бенни Андерссон и Бьорн Ульвеус продвинулись дальше демо-стадии, они остались недовольны им, и поэтому оставили его неизданным. Тем не менее, в 1994 году на бокс-сете «Thank You for the Music» был опубликован 90-секундный отрывок песни. После воссоединения ABBA, несмотря на предыдущую критику Андерссона и Ульвеуса, решено было все-таки выпустить «Just a Notion» в новом альбоме Voyage. Бенни Андерссон записал новую минусовку с барабанами и гитарами для версии Voyage, но в ней сохранился вокал из оригинальной версии 1978 года.

## Участники записи
- • Вокал: Агнета Фельтског, Анни-Фрид Лингстад.
- • Фоновая музыка: Бенни Андерссон, Бьорн Ульвеус.
- • Клавиатура: Бенни Андерссон
- • Ударные : Пер Линдвалл[швед.]
- • Гитара : Лассе Велландер[швед.]
- • Баритон-саксофон : Ян Бенгтсон[швед.]
- • Альт-саксофон : Пэр Гребакен

Песня написана и продюсирована Бенни Андерссоном и Бьёрном Ульвеусом. Звукорежиссёром был Бернард Лёр. Помощником звукорежиссёра была Линн Фиджал. Мастеринг проводил Бьорн Энгельманн.

## Восприятие
«Just a Notion» была в целом доброжелательно принята музыкальной прессой.
По мнению Джема Асвада из американского еженедельника Variety — это своего рода стилизация сок-хопа 1950-х годов, к которой группа часто прибегала на своих ранних альбомах, таких как «Ring Ring» и «Waterloo». «В итоге, — пишет Асвад, — мы слышим возврат 1950-х, пропущенных сквозь призму 1970-х, спустя ещё половину столетия». Ряд других исследователей также чувствуют в «Just a Notion» влияние глэм-рока.
Эмили Землер из Rolling Stone называет «Just a Notion» «жизнерадостной» и «обнадеживающей, оптимистичной песней». Девон Иви из Vulture пишет, что эта песня — «до смешного счастливая игра, в которой участвуют Агнета, Бьерн, Бенни и Анни.».

## Клип
ABBA выпустила на YouTube лирическое видео на песню «Just a Notion», сопровождающее его выпуск. В качестве режиссёра выступил Майк Андерсон, в качестве продюсера — Ник Барратт из продюсерской компании Able. Видео набрало 583 000 просмотров за первые 24 часа на YouTube.
Короткий тизер на TikTok за первые несколько дней заработал более миллиона просмотров.

## Чарты
| Чарты (2021)                         | Пиковая позиция |
| ------------------------------------ | --------------- |
| Германия (GfK)                       | 36              |
| Japan Hot Overseas (Billboard Japan) | 11              |
| Нидерланды (Single Top 100)          | 73              |
| New Zealand Hot Singles (RMNZ)       | 27              |
| Sweden (Sverigetopplistan)           | 22              |
| Швейцария (Schweizer Hitparade)      | 60              |
| Великобритания (OCC UK Singles)      | 59              |